# Peter Haeske
Peter Haeske (* 27. Oktober 1941 in Schlawe) ist ein ehemaliger deutscher Politiker (CDU). Er war Abgeordneter im Landtag Mecklenburg-Vorpommern von 1991 bis 1994.

## Biografie
Peter Haeske absolvierte nach dem Schulbesuch zunächst eine Ausbildung zum Melker. Nach dreijähriger Berufstätigkeit schlossen sich ein Fachschulbesuch und eine Tätigkeit als Lehrmeister an. Von 1970 bis 1991 leitete er eine Landwirtschaftliche Produktionsgenossenschaft. Er absolvierte ein Fernstudium mit Abschluss als Diplom-Agraringenieurökonom.

## Politik
Haeske trat 1963 der DDR-Blockpartei DBD bei. Er vertrat seine Partei lange Jahre in der Stadtvertretung von Lübz und rückte 1991, nunmehr CDU-Mitglied, für den Abgeordneten Achim Kunze in den ersten Landtag von Mecklenburg-Vorpommern nach.